# Militär-Reitlehrer-Institut

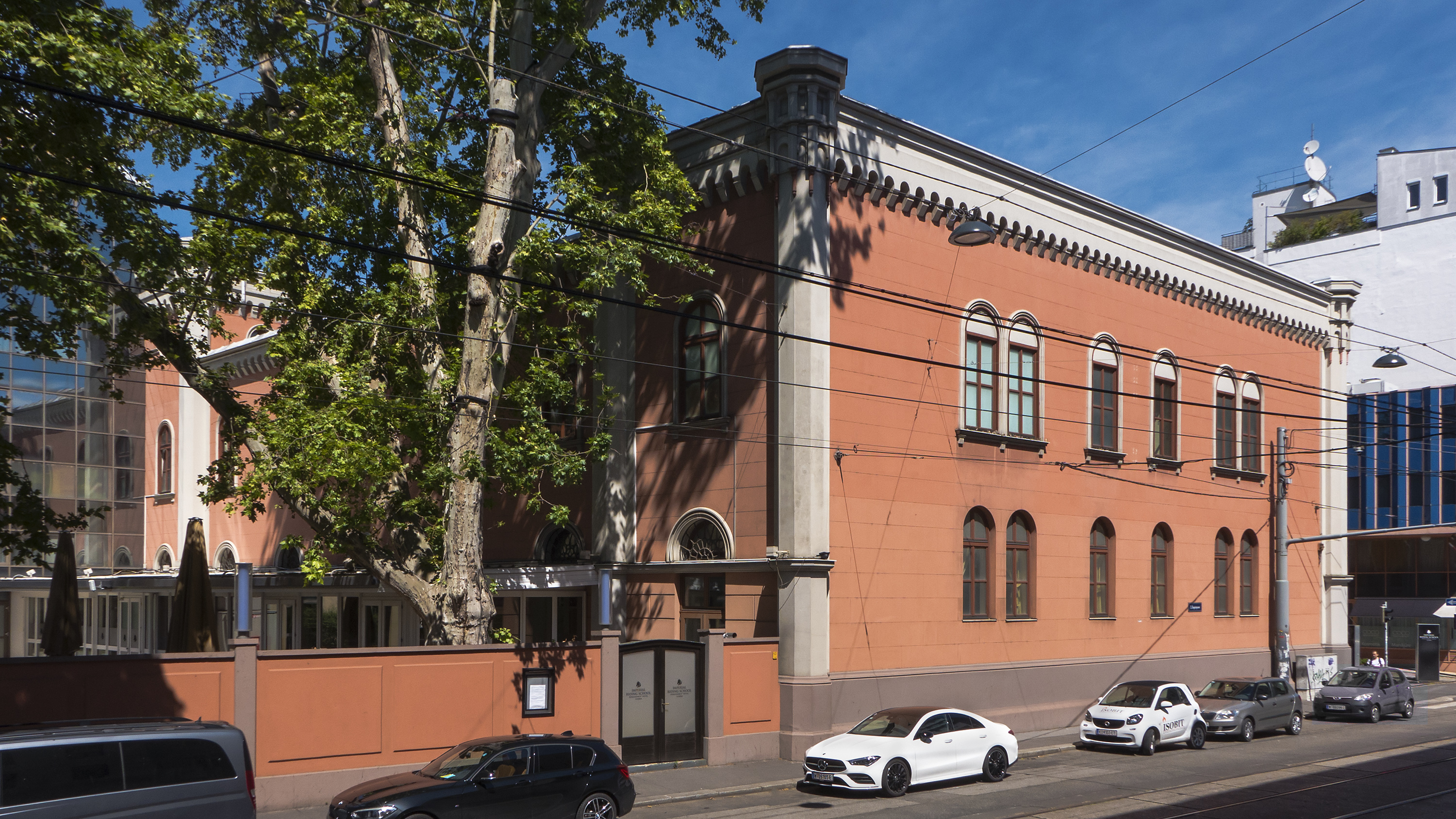
Ein erhaltener Trakt des Equitationsinstitutes

Das Militär-Reitlehrer-Institut (auch k.u.k. Equitationsinstitut) war eine österreichische Ausbildungsstätte für Reitlehrer für die Armee, sowohl für das seit 1867 beiden Reichshälften gemeinsame Heer als auch die österreichische k.k. Landwehr. Es befand sich 1850 bis 1918 im 3. Wiener Gemeindebezirk, Landstraße, in der Ungargasse 60–62 und 69. 
Das Institut nützte die Räumlichkeiten des 1968 größtenteils abgerissenen Gartenpalais Harrach (Ungargasse 69) und die gegenüber 1850 neu errichtete Reithalle mit Stallungen (Ungargasse 60–62), die teilweise heute noch besteht.
Von 1918 bis 1921 wurde die Reithalle zum „Eos Kino“ („Eos Lichtspieltheater“), einem der größten Kinos von Wien, umgebaut. Hier begleitete in den 1920er-Jahren ein 60-köpfiges Orchester die vor bis zu 1.000 Besuchern gespielten Stummfilme. 1930 wurde das Kino im Zuge der Tonfilmeinführung umgebaut und von 1931 bis zur Zerstörung bei einem Bombenangriff 1944 hieß das nun 1.200 Besucher fassende Kino, welches nun auch über Kopfhöreranschlüsse für Schwerhörige verfügte, „Sascha Palast“.
Die ehemalige Reitschule wurde 1986 abgerissen, ihr Hintertrakt (Stallgebäude) mit dem historischen Stiegenhaus wurde in das 1990 gebaute Hotel integriert. Eine Figurengruppe, die sich ursprünglich auf dem Giebel der Reithalle befand, steht jetzt im Gastgarten des Hotels. Historische Reitergemälde sind im Stiegenhaus zu sehen. Der benachbarte, 1908 erbaute Fußgängersteg über die heutige S-Bahn-Stammstrecke wurde 1920 zur Erinnerung an die Reitschule als Reitschulsteg benannt.